# Anabisetia
Anabisetia (Anabisetia) – rodzaj wymarłego, roślinożernego dinozaura z grupy bazalnych iguanodonów. Zamieszkiwała tereny współczesnej Patagonii w cenomanie. Budową przypominała gasparinizaurę, osiągała niewielkie jak na iguanodona rozmiary. W anatomii uwagę zwracają położony głowowo-brzusznie kłykieć-potyliczny, liściokształtne bądź rowkowane zęby, usztywniające ogon ścięgna, dobrze zbudowany wyrostek barkowy. Została opisana w 2002.

## Historia
Pierwszym nienależącym do hadrozaurów iguandontem z kontynentu południowowamerykańskiego była gasparinizaura. Jak piszą Coria i Calvo, szczątki kolejnego nieznanego jeszcze nauce dinozaura odkrył w 1993 farmer Roberto Saldivia. Leżały one pomiędzy skałami formacji Río Limay, datowanej na cenoman, około 30 km na południe od Plaza Huincul, w Cerro Bayo Mesa. Rolnik wziął ze sobą kilka szczątków i zaniósł je do muzeum „Carmen Funes”. Dzięki temu rozpoznano 4 niekompletne szkielety. Część kości jeszcze łączyła się ze sobą.
Holotyp oznakowano jako MCF-PVPH-74. Zaliczają się doń następujące szczątki: część brzuszna mózgoczaszki, niekompletna kość szczękowa lewa z jednym zębem, kręgi szyjne, łuki kręgowe odcinka grzbietowego, trzony kręgów krzyżowych, wszystkie w liczbie po 4, 2 kręgi ogonowe kompletne, 10 trzonów z tego odcinka kręgosłupa, pozostałości lewej kończyny górnej, prawa łopatka prawie kompletna, kość krucza, dystalny fragment kości ramiennej, kończyna dolna lewa prawie kompletna, część bliższa prawej III kości śródstopia i prawa V kość śródstopia.
Coria i Calvo 3 lata po odkryciu tamtych szczątków przypisali znalezisko do odpowiedniego ogniwa. Wedle tych naukowców kości wchodziły w skład ogniwa Huincul. Nie odpowiada to późniejszym poglądom. W 2000 pojawiła się praca autorstwa Garrido przypisująca te pozostałości formacji Lisandro.
W 2002 ukazała się wreszcie praca autorstwa Coria i Calvo opisująca nowy rodzaj i gatunek dinozaura. Opublikowano ją w czasopiśmie „Journal of Vertebrate Paleontology” pod tytułem A new iguanodontian ornithopod from Neuquén Basin, Patagonia, Argentina. Stworzyli w niej nazwę rodzajową Anabisetia, honorując w ten sposób archeolożkę z Direccio´n General de Cultura de Neuquén, Anę M. Biset. Epitet gatunkowy saldiviai również stanowi eponim. Upamiętnia on rolnika Roberto Saldivię, który znalazł pierwsze szczątki tego gatunku, a następnie pomagał naukowcom w pracach terenowych. Jako lokalizację typową autorzy podali Cerro Bayo Mesa, 30 km na południe od Plaza Huincul.
Jeszcze późniejsze prace, jak choćby opis nienazwanego jeszcze patagońskiego ornitopoda z 2010, mówią o formacji Cerro Lisandro, datując ją na turon i cenoman.
Znalezienie gasparinizaury powiększyło wiedzę o ewolucji bazalnych iguanodontów. Pozwoliło postulować istnienie amerykańskich iguanodontów jeszcze przed kampanem. Odkrycie anabisetii potwierdziło tę hipotezę.

## Systematyka
Coria i Calvo zaliczyli zwierzę do taksonu iguanodontów. W jego obrębie umieścili anabisetię w obrębie kladu Euiguanodontia, utworzonego przez Corię wraz z Salgadem w 1996. W The Dinosauria zwierzę figuruje wśród bazalnych Euornithopoda. Calvo, Porfiri i Novas w 2007 określili anabisetię jako bazalnego ornitopoda, uznali jednak jej pozycję w Euiguanodontia wraz z gasparinizaurą i talenkauenem. W swojej pracy przedstawiającej Macrogryphosaurus, nowy rodzaj ornitopoda, uznali oni jednak gasparinizaurę za bardziej bazalnego przedstawiciela Euiguanodontia, najpierwotniejszego z dinozaurów branych pod uwagę przy tworzeniu kladogramu. Stanowi ona na nim grupę zewnętrzną dla kladu obejmującego Elasmaria (talenakuen i Macrogryphosaurus) oraz węższy klad złożony z anabisetii i Dryomorpha. Na zaproponowanym kladogramie pojawia się więc ona jako najbliższa grupa zewnętrzna dla Dryomorpha. Pogląd ten różni się od późniejszej propozycji Corii i współpracowników z 2013 pozycją tenontozaura. U Calvo et al (2007) jest on umieszczony wśród bazalnych iguanodontów, u Corii et al (2013) stanowi on najbliższą grupę zewnętrzną dla Dryomorpha, a drugą z kolei grupę zewnętrzną stanowi Anabisetia.
Wcześniej opisany przedstawiciel pierwotnych iguandontów, gasparinizaura, umieszczony na drzewie rodowym ornitopodów bliżej driozaura i form bardziej zaawansowanych ewolucyjnie niż hipsylofodonta i podobnych mu zwierząt, dostarczył informacji, na podstawie których opracowano hipotezę głoszącą istnienie linii iguanodontów jeszcze przed kampanem. Jak zauważają Coria i współpracownicy w swej pracy z 2010, odkrycie anabisetii, znacznie starszej od gasparinizaury, wspiera ten pogląd.

## Budowa
Anabisetia nie należy do dużych ornitopodów. Przewyższa jednak rozmiarami gasparinizaurę. Podobne rozmiary osiągała Trinisaura. Cechowała się smukłą budową, podobnie jak wspomniana już gasparinizaura, driozaur, Hexinlusaurus czy hipsylofodon. Różniła się tym od iguanodonta, kamptozaura, uranozaura czy hadrozaurów.

### Czaszka
Spośród czaszki oryginalne znalezisko obejmowało część mózgoczaszki, kości szczękowej i zębowej. Fragment kości szczękowej autorzy opisują jako trójkątny w przekroju, o ostrym brzegu zębowym. Jego gładki bok przecinały otwory odżywcze. Zachował się pojedynczy liściokształtny ząb o wydatnym grzbiecie po stronie warg, noszący przy swym szczycie dziewięć ząbków, a także podstawa dwu kolejnych, pozbawionych koron. Nie stwierdzono istotnych różnic dzielących rozmiary zębodołów.
Zachowały się też zęby kości zębowych o gładkich, przeciętych pięcioma albo i więcej otworami odżywczymi bokach, noszących w tylnej swej części wysokie wyrostki. Cechowały się wypukłymi koronami, po stronie wargowej dostrzeżono niewielkie rowki.
Kłykieć potyliczny, tworzony w większości przez kość potyliczną podstawową, leży głowowo-brzusznie, co należy do cech diagnostycznych anabisetii. Autorzy rodzaju opisują go jako długi i szeroki. Widziany z boku, zajmuje położenie brzuszne z częściami bocznymi rozciągającymi się w kierunku ogonowym, co daje obrys kształtu trójkąta. Nosi on 2 otwory, przez które za życia mógł wydostawać się nerw podjęzykowy.

### Kręgosłup
Kręgi szyjne Coria i Calvo opisują jako długie a niskie. Bliższe z kolei kręgi ogonowe cechują się bardziej smukłymi łukami kręgowymi oraz wyrostkami poprzecznymi kierującymi się nieco ku górze. Do łuków kręgowych przyczepiały się ścięgna. Usztywniony ścięgnami ogon autorzy przyrównują do podobnych stosunków anatomicznych u innych ornitopodów, z których wymieniają tenontozaura, hipsylofodona oraz gasparinizaurę.

### Kończyna górna

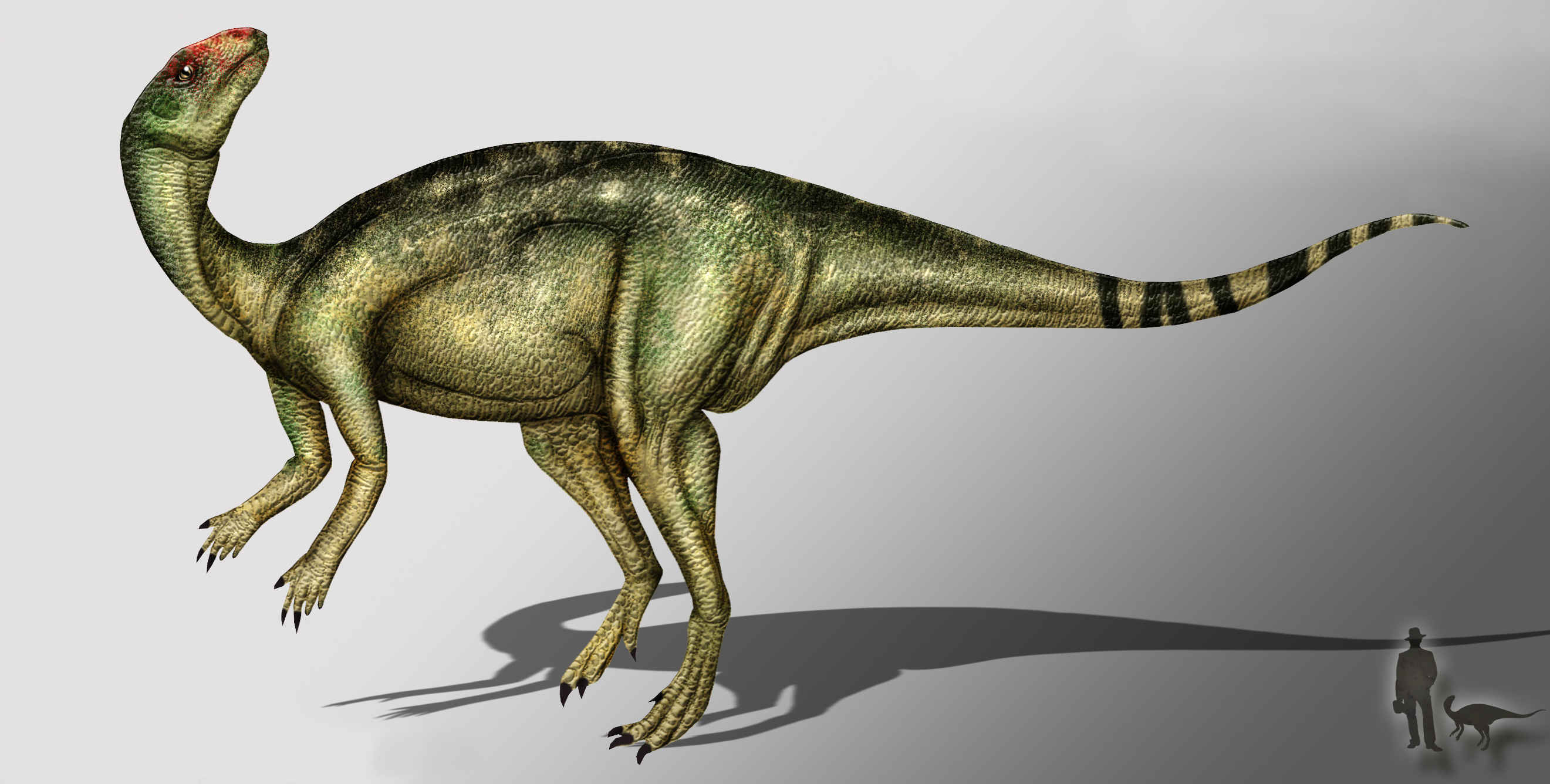
Anabisetia w wizji artysty

Łopatka dźwiga dobrze zbudowany wyrostek barkowy (acromion), zaliczany do cech diagnostycznych. U żadnego innego ornitopoda nie był on tak dobrze rozwinięty. Brzeg czaszkowy jest wklęsły do przodu, a wypukły do tyłu, silnie wklęsły jest brzeg brzuszny. Coria i Calvo zwracają jeszcze uwagę na asymetryczny wyrostek z tyłu i bardziej ku tyłowi przesunięty kąt brzuszny, bardziej niż u driozaura czy kamptozaura. Kość krucza ma dobrze rozwinięty wyrostek mostkowy kształtu hakowatego.
Przedni koniec kości ramiennej zdobi wyraźna główka. Grzebień naramienno-piersiowy prawie prostej wedle odkrywców anabisetii, a zgiętej ku bokowi wedle odkrywców Trinisaura, przypominającej spotykane u innych iguanodonów kości ramiennej jest szczątkowy, podobnie jak u notohipsylofodonta czy Talenkauen, wedle autorów rodzaju niski, ale solidny. Brzeg tylny rzeczonej kości jest silnie wypukły. Kłykcie promieniowy i łokciowy rozwinęły się kiepsko. W przeciwieństwie do nich kość łokciowa ma dobrze zbudowany wyrostek łokciowy, podobnie jak u większości krewnych anabisetii. Kości śródręcza są smukłe, i to bardziej niż u driozaura czy hipsylofodona. Cechująca się ostrymi bokami piąta kość śródręcza uległa spłaszczeniu, co zalicza się do cech diagnostycznych.

### Kończyna dolna
Kość biodrowa, długa i niska, cechuje się długim, przekraczającym połowę długości całej kości biodrowej wyrostkiem przedpanewkowym, wchodzącym w skład cech diagnostycznych anabisetii. U żadnego ornitopoda nie odnotowano dłuższego wyrostka przedpanewkowego. Kierował się ku wyrostkowi przedłonowemu i sięgał jego krańca głowowego – stanu takiego się u innych ornitopodów nie spotyka. Przyśrodkowo jest on głęboko wgłębiony. Długi i niski jest też wyrostek zapanewkowy. Wracając do talerza kości biodrowej, jego górne odgraniczenie jest trochę esowate, co autorzy rodzaju porównują do gasparinizaury czy iguanodonów bardziej zaawansowanych ewolucyjnie, a w części tylnej także nieco grubsze – tutaj zaznacza się różnica między anabisetią a hipsylofodonem. Wspominany wyżej wyrostek przedłonowy jest spłaszczony bocznie, czym odróżnia się od prętowatych wyrostków gasparinizaury czy Trinisaura. Otwór zasłoniony nie różnił się istotnie od obserwowanego u gasparinizaury. Kość kulszowa cechuje się prostym trzonem, w części bliższej w przekroju jest ona raczej trójkątna, w dalszej stając się bardziej czworokątna. Jej wyrostek zasłonowy, położony w przedniej części, nie różni się istotnie od swych odpowiedników u innych Dryomorpha. Dystalnie natomiast kość nosi stopę.
Szeroka panewka stawu biodrowego umożliwia znaczny zakres ruchów kości udowej. Prawa kość udowa cenomańskiego ornitopoda przypomina analogiczną kość u okazu MEPyG-177 z formacji Allen. Nie dorównuje długością piszczeli. Krętarz przedni i krętarz większy dzieli szczelina, jak u Trinisaura. Krętarz mniejszy zbudowany jest dobrze. Rozległy dół krętarzowy cechuje się ostrym odgraniczeniem od strony przedniej. Dystalnie kość kończy się kłykciami, nad którymi przebiegają typowe dla iguanodonów rowki przedni i tylny.
Prawa kość piszczelowa anabisetii przypomina z kolei znalezisko z formacji Candeleros, oznakowane jako MCF-PVPH-479 (to ostatnie cechuje się jednak położonym bardziej tylnie kłykciem dla kości strzałkowej). Jest smukła. Kostka przyśrodkowa sięga dalej niż kostka boczna. Kość skokowa łączy się z kością strzałkową, w mniejszym jednak stopniu od kości piętowej, ma 2 wyrostki. Druga kość śródstopia wykazuje spłaszczenie boczno-przyśrodkowe. Stan taki obserwuje się również u Talenkauen, gasparinizaury, kangnazaura i nienazwanego jeszcze dinozaura z Półwyspu Antarktydzkiego, podobieństwa tego doszukał się Novas w 2004.

## Rozmieszczenie geograficzne i paleoekologia
Szczątki anabisetii znaleziono na północnym zachodzie Argentyny, w Patagonii, w środkowo-wschodniej prowincji Neuquén, w regionie Plaza Huincul. Geologicznie należą one do powstałej w cenomanie, w cenomanie i turonie formacji Lisandro w obrębie grupy Río Limay, dokładniej do jej dolnej części. Dinozaur żył więc w kredzie późnej. The Dinosauria podaje cenoman-wczesny turon lub alb-cenoman, Cruzado-Caballero i współpracownicy w 2016 podają turon. Jakkolwiek jest jednym z siedmiu gatunków górnokredowych ornitopodów terenów Patagonii i Antarktyki, obok Gasparinisaura cincosaltensis, Notohypsilophodon comodorensis, Talenkauen santacrucensis, Macrogryphosaurus gondwanicus, Trinisaura santamartaensis i Morrosaurus antarcticus. Południowoamerykańską faunę ornitopodów (podobnie jak anykylozaurów) tłumaczono kampańską wymianą tych zwierząt z Ameryki Północnej, połączoną w tym czasie z kontynentem południowym. Odkrycie anabisetii wskazywać może jednak na wcześniejszą obecność tej linii w Ameryce Południowej.